# 程天柱
程天柱（1921年—），男，湖北黄冈人，中国船舶流体力学家，曾任华中工学院教授、博士生导师。